# 1643
1643 је била проста година.

## Догађаји

### Март
- 1. март — После Португалије и Француске, шпански краљ Карло III протерао је из земље римокатолички језуитски ред.

### Мај
- 19. мај — Француске снаге су током Тридесетогодињег рата под командом Луја од Кондеа су нанели тежак пораз шпанској војсци у бици код Рокроа, чиме је симболично окончана превласт Шпаније на европском тлу.

### Септембар
- 3. септембар — Битка код Картахене (1643)

## Рођења

### Јануар
- 4. јануар — Исак Њутн (+1727)

## Смрти

### Март
- 1. март — Ђироламо Фрескобалди италијански чембалиста, оргуљаш и композитор. (* 1583)

### Мај
- 14. мај — Луј XIII, француски краљ

### Новембар
- 29. новембар — Клаудио Монтеверди, италијански композитор